# Costa Rica en la Copa Mundial de Fútbol de 2006
La selección de Costa Rica fue uno de los 32 países participantes de la Copa Mundial de Fútbol de 2006, realizada en Alemania.
Durante los últimos años, Costa Rica ha confirmado su posición como uno de los tres mejores equipos de la confederación de Norteamérica y la Copa Mundial de Fútbol de 2006 era la prueba de fuego para demostrar sus avances, luego de tener una meritoria participación en Corea-Japón 2002. Sin embargo, los centroamericanos no lograron una buena participación en su paso por el Grupo A donde se enfrentaron a duros rivales (Alemania, Ecuador y Polonia).
Costa Rica fue derrotada en los tres partidos que disputó, por lo que fue eliminada en primera ronda del torneo, donde obtuvo el penúltimo lugar de la clasificación general.

## Clasificación

### Segunda Ronda
| Equipo 1 | Agr.     | Equipo 2   | Ida | Vuelta |
| -------- | -------- | ---------- | --- | ------ |
| Cuba     | 3–3 (v.) | Costa Rica | 2–2 | 1–1    |

### Tercera Ronda

#### Grupo 2
| Pos. | Equipo     | Pts. | PJ | G | E | P | GF | GC | Dif. | Clasificación |     | CRC | GUA | HON | CAN |
| ---- | ---------- | ---- | -- | - | - | - | -- | -- | ---- | ------------- | --- | --- | --- | --- | --- |
| 1    | Costa Rica | 10   | 6  | 3 | 1 | 2 | 12 | 8  | +4   | Cuarta Ronda  |     | —   | 5–0 | 2–5 | 1–0 |
| 2    | Guatemala  | 10   | 6  | 3 | 1 | 2 | 7  | 9  | −2   | Cuarta Ronda  |     | 2–1 | —   | 1–0 | 0–1 |
| 3    | Honduras   | 7    | 6  | 1 | 4 | 1 | 9  | 7  | +2   |               |     | 0–0 | 2–2 | —   | 1–1 |
| 4    | Canadá     | 5    | 6  | 1 | 2 | 3 | 4  | 8  | −4   |               | 1–3 | 0–2 | 1–1 | —   |     |

 Fuente: 

### Cuarta Ronda
| Pos. | Equipo            | Pts. | PJ | G | E | P | GF | GC | Dif. | Clasificación            |     | USA | MEX | CRC | TRI | GUA | PAN |
| ---- | ----------------- | ---- | -- | - | - | - | -- | -- | ---- | ------------------------ | --- | --- | --- | --- | --- | --- | --- |
| 1    | Estados Unidos    | 22   | 10 | 7 | 1 | 2 | 16 | 6  | +10  | Alemania 2006            |     | —   | 2–0 | 3–0 | 1–0 | 2–0 | 2–0 |
| 2    | México            | 22   | 10 | 7 | 1 | 2 | 22 | 9  | +13  | Alemania 2006            |     | 2–1 | —   | 2–0 | 2–0 | 5–2 | 5–0 |
| 3    | Costa Rica        | 16   | 10 | 5 | 1 | 4 | 15 | 14 | +1   | Alemania 2006            |     | 3–0 | 1–2 | —   | 2–0 | 3–2 | 2–1 |
| 4    | Trinidad y Tobago | 13   | 10 | 4 | 1 | 5 | 10 | 15 | −5   | Repesca Intercontinental |     | 1–2 | 2–1 | 0–0 | —   | 3–2 | 2–0 |
| 5    | Guatemala         | 11   | 10 | 3 | 2 | 5 | 16 | 18 | −2   |                          |     | 0–0 | 0–2 | 3–1 | 5–1 | —   | 2–1 |
| 6    | Panamá            | 2    | 10 | 0 | 2 | 8 | 4  | 21 | −17  |                          | 0–3 | 1–1 | 1–3 | 0–1 | 0–0 | —   |     |

 Fuente: 
Notas:
1. 1 2  Empate en puntos (3). Gol diferencia: Estados Unidos +1, Mexico −1.

## Jugadores
Datos corresponden a situación previo al inicio del torneo
| #  | Prov | Nombre                | Posición       | Edad | PJ Sel | Club                  |
| -- | ---- | --------------------- | -------------- | ---- | ------ | --------------------- |
| 1  |      | Álvaro Mesen          | Portero        | 33   | 38     | Club Sport Herediano  |
| 2  |      | Jervis Drummond       | Defensa        | 29   | 56     | Deportivo Saprissa    |
| 3  |      | Luis Antonio Marín    | Defensa        | 31   | 120    | Maccabi Netanya       |
| 4  |      | Michael Umaña         | Defensa        | 23   | 19     | Brujas FC             |
| 5  |      | Gilberto Martínez     | Defensa        | 26   | 57     | AS Roma               |
| 6  |      | Danny Fonseca         | Centrocampista | 26   | 22     | Club Sport Cartaginés |
| 7  |      | Christian Bolaños     | Centrocampista | 21   | 17     | Deportivo Saprissa    |
| 8  |      | Mauricio Solís        | Centrocampista | 33   | 107    | CSD Comunicaciones    |
| 9  |      | Paulo César Wanchope  | Delantero      | 29   | 69     | Rosario Central       |
| 10 |      | Walter Centeno        | Centrocampista | 31   | 93     | Deportivo Saprissa    |
| 11 |      | Rónald Gómez          | Delantero      | 31   | 80     | APOEL de Nicosia      |
| 12 |      | Leonardo González     | Defensa        | 25   | 36     | Club Sport Herediano  |
| 13 |      | Kurt Bernard          | Delantero      | 28   | 3      | Puntarenas FC         |
| 14 |      | Randall Azofeifa      | Centrocampista | 21   | 5      | KAA Gent              |
| 15 |      | Harold Wallace        | Defensa        | 30   | 78     | LD Alajuelense        |
| 16 |      | Carlos Hernández      | Centrocampista | 24   | 17     | LD Alajuelense        |
| 17 |      | Gabriel Badilla †     | Defensa        | 21   | 7      | Deportivo Saprissa    |
| 18 |      | José Francisco Porras | Portero        | 35   | 16     | Deportivo Saprissa    |
| 19 |      | Álvaro Saborío        | Delantero      | 24   | 23     | FC Sion               |
| 20 |      | Douglas Sequeira      | Centrocampista | 28   | 30     | Real Salt Lake        |
| 21 |      | Víctor Núñez          | Delantero      | 26   | 3      | LD Alajuelense        |
| 22 |      | Michael Rodríguez     | Defensa        | 24   | 3      | LD Alajuelense        |
| 23 |      | Wardy Alfaro          | Portero        | 28   | 2      | LD Alajuelense        |
| DT |      | Alexandre Guimarães   |                |      |        |                       |

## Participación

### Enfrentamientos previos
| Fecha                  | Lugar          |            |                       | Resultado |                            |                 |
| ---------------------- | -------------- | ---------- | --------------------- | --------- | -------------------------- | --------------- |
| 9 de noviembre de 2005 | Fort-de-France | Costa Rica | Bandera de Costa Rica | 2:3 (2:0) | Bandera de Francia         | Francia         |
| 11 de febrero de 2006  | Oakland        | Costa Rica | Bandera de Costa Rica | 1:0 (1:0) | Bandera de Corea del Sur   | Corea del Sur   |
| 1 de marzo de 2006     | Teherán        | Costa Rica | Bandera de Costa Rica | 2:3 (1:3) | Bandera de Irán            | Irán            |
| 28 de mayo de 2006     | Kiev           | Costa Rica | Bandera de Costa Rica | 0:4 (0:3) | Bandera de Ucrania         | Ucrania         |
| 30 de mayo de 2006     | Jablonec       | Costa Rica | Bandera de Costa Rica | 0:1 (0:0) | Bandera de República Checa | República Checa |

### Primera fase
| Equipo     | Pts | PJ | PG | PE | PP | GF | GC | Dif |
| ---------- | --- | -- | -- | -- | -- | -- | -- | --- |
| Alemania   | 9   | 3  | 3  | 0  | 0  | 8  | 2  | +6  |
| Ecuador    | 6   | 3  | 2  | 0  | 1  | 5  | 3  | +2  |
| Polonia    | 3   | 3  | 1  | 0  | 2  | 2  | 4  | -2  |
| Costa Rica | 0   | 3  | 0  | 0  | 3  | 3  | 9  | -6  |

| 9 de junio de 2006, 18:00 | Costa Rica        | 2:4 (1:2) | Alemania                              | Allianz Arena, Múnich                                                    |                                                                          |
|                           | Wanchope 12', 73' | Reporte   | Lahm 6' · Klose 17', 61' · Frings 87' | Asistencia: 66.000 espectadores Árbitro(s): Horacio Elizondo (Argentina) | Asistencia: 66.000 espectadores Árbitro(s): Horacio Elizondo (Argentina) |

| 15 de junio de 2006, 15:00 | Costa Rica | 0:3 (0:1) | Ecuador                                      | AOL Arena, Hamburgo                                              |                                                                  |
|                            |            | Reporte   | C. Tenorio 8' · Delgado 54' · Kaviedes 90+2' | Asistencia: 50.000 espectadores Árbitro(s): Coffi Codjia (Benín) | Asistencia: 50.000 espectadores Árbitro(s): Coffi Codjia (Benín) |

| 20 de junio de 2006, 16:00 | Costa Rica | 1:2 (1:1) | Polonia          | AWD-Arena, Hanóver                                                    |                                                                       |
|                            | Gómez 25'  | Reporte   | Bosacki 33', 66' | Asistencia: 43.000 espectadores Árbitro(s): Shamsul Maidin (Singapur) | Asistencia: 43.000 espectadores Árbitro(s): Shamsul Maidin (Singapur) |

## Estadísticas

### Participación de jugadores
| #  | Nombre                | Posición      | PJ | Min |   | Asist | Tiros  | Faltas |   |   |
| -- | --------------------- | ------------- | -- | --- | - | ----- | ------ | ------ | - | - |
| 2  | Jervis Drummond       | Defensa       | 2  | 94  | 0 | 0     | 0      | 3-2    | 0 | 0 |
| 3  | Luis Marín            | Defensa       | 3  | 270 | 0 | 0     | 0      | 2-5    | 2 | 0 |
| 4  | Michael Umaña         | Defensa       | 3  | 270 | 0 | 0     | 0      | 7-4    | 1 | 0 |
| 5  | Gilberto Martínez     | Defensa       | 1  | 65  | 0 | 0     | 0      | 0-0    | 0 | 0 |
| 6  | Danny Fonseca         | Mediocampista | 2  | 118 | 0 | 0     | 1      | 4-2    | 1 | 0 |
| 7  | Christian Bolaños     | Mediocampista | 2  | 90  | 0 | 0     | 2      | 2-0    | 0 | 0 |
| 8  | Mauricio Solís        | Mediocampista | 3  | 257 | 0 | 0     | 2      | 8-2    | 1 | 0 |
| 9  | Paulo Wanchope        | Delantero     | 3  | 270 | 2 | 0     | 5      | 4-7    | 0 | 0 |
| 10 | Walter Centeno        | Mediocampista | 3  | 263 | 0 | 1     | 4      | 5-2    | 0 | 0 |
| 11 | Rónald Gómez          | Delantero     | 3  | 260 | 1 | 1     | 6      | 6-3    | 1 | 0 |
| 12 | Leonardo González     | Defensa       | 3  | 235 | 0 | 0     | 1      | 4-8    | 1 | 0 |
| 13 | Kurt Bernard          | Delantero     | 1  | 7   | 0 | 0     | 1      | 0-0    | 0 | 0 |
| 14 | Randall Azofeifa      | Mediocampista | 1  | 0.5 | 0 | 0     | 0      | 0-0    | 0 | 0 |
| 15 | Harold Wallace        | Defensa       | 2  | 111 | 0 | 0     | 0      | 1-0    | 0 | 0 |
| 16 | Carlos Hernández      | Mediocampista | 2  | 44  | 0 | 0     | 3      | 1-0    | 0 | 0 |
| 17 | Gabriel Badilla       | Defensa       | 1  | 90  | 0 | 0     | 0      | 0-1    | 1 | 0 |
| 19 | Álvaro Saborío        | Delantero     | 2  | 75  | 0 | 0     | 2      | 0-6    | 0 | 0 |
| 20 | Douglas Sequeira      | Mediocampista | 2  | 180 | 0 | 0     | 1      | 2-7    | 0 | 0 |
| 21 | Víctor Núñez          | Delantero     | 0  | 0   | 0 | 0     | 0      | 0-0    | 0 | 0 |
| 22 | Michael Rodríguez     | Defensa       | 0  | 0   | 0 | 0     | 0      | 0-0    | 0 | 0 |
| #  | Nombre                | Posición      | PJ | Min |   | Prom. | Atajos | Faltas |   |   |
| 1  | Álvaro Mesen          | Portero       | 0  | 0   | 0 | 0     | 0      | 0-0    | 0 | 0 |
| 18 | José Francisco Porras | Portero       | 3  | 270 | 9 | 3     | 21     | 0-0    | 0 | 0 |
| 23 | Wardy Alfaro          | Portero       | 0  | 0   | 0 | 0     | 0      | 0-0    | 0 | 0 |

## Curiosidades
- En un concurso realizado por Hyundai, los aficionados de los equipos eligieron un lema para cada seleccionado, el cual sería colocado en los buses que transportarían a los jugadores a lo largo del país. El eslogan elegido para Costa Rica fue «Nuestro ejército es la "Sele", nuestro arma es el balón; vamos todos al Mundial a dar alma y corazón»[1]
- Costa Rica eligió la localidad de Walldorf, en el estado de Baden-Württemberg, como su "cuartel" durante la realización del torneo.